# Rýchlostná cesta R3
Die Rýchlostná cesta R3 ist eine in großen Teilen noch in Planung befindliche Schnellstraße im Mittelteil der Slowakei. Sie wird auf ihrer Trasse die Staatsstraßen I/59, I/65 und I/66 ersetzen. Größere oder mittelgroße Städte an der Schnellstraße sind: Dolný Kubín, Ružomberok, Martin und Zvolen. Sie verläuft zwischen Ružomberok-západ und Martin gemeinsam mit der D1.

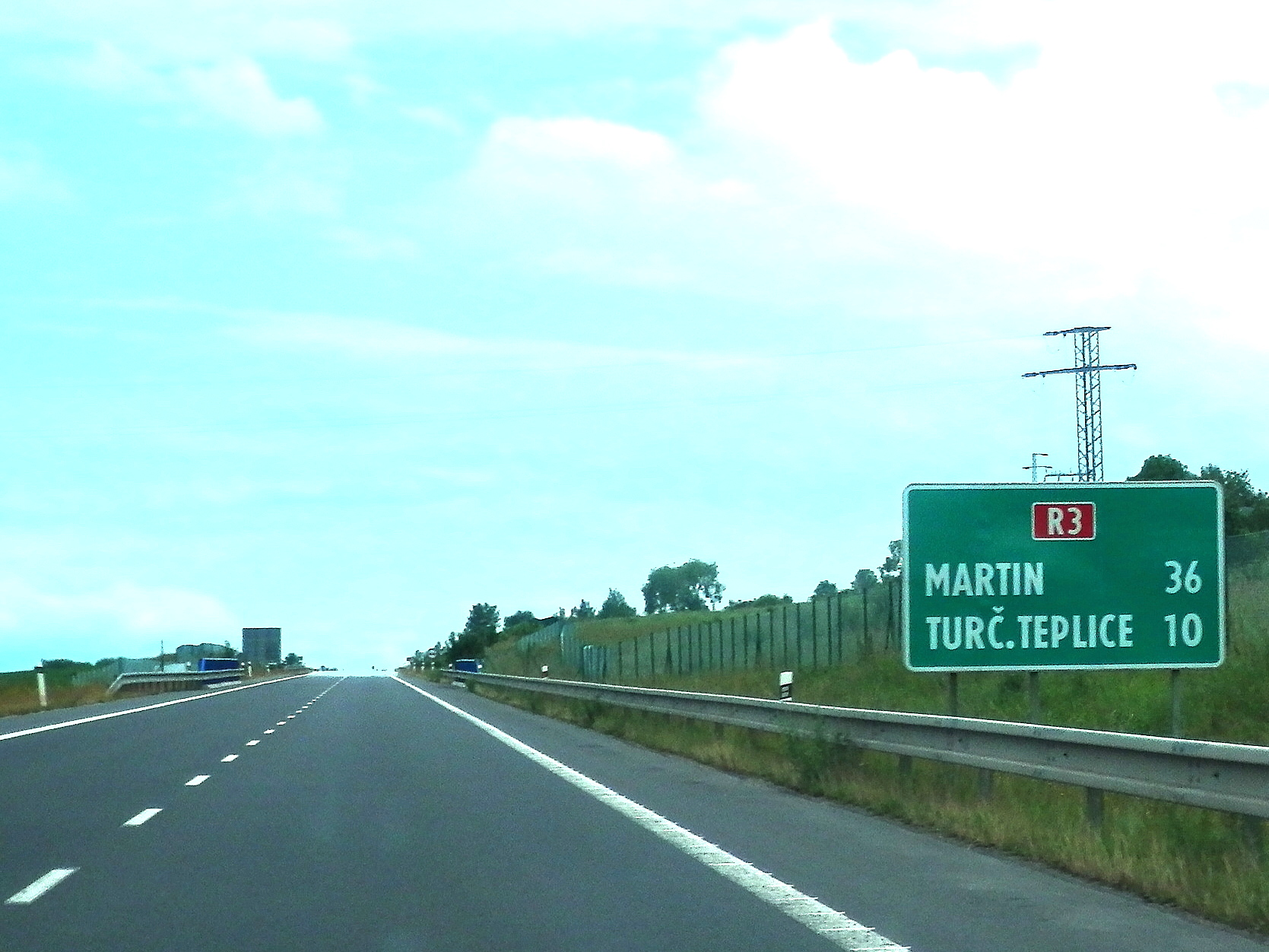
Schild bei Horná Štubňa

Es sind nur 23,5 km eigentlicher Schnellstraße gebaut: 11,1 km bei Trstená und Tvrdošín, etwa 6,5 km bei Oravský Podzámok und etwa 4,3 km bei Horná Štubňa sind als zweispurige Ortsumgehungen gebaut und von der Vignettenpflicht befreit. Einzig die 1,6 km lange Strecke vom Autobahndreieck Martin zur Anschlussstelle Martin-sever ist vierspurig ausgebaut und vignettenpflichtig. Zusätzlich verläuft die R3 auf 21 km gemeinsam mit der R1 zwischen Žiar nad Hronom und Zvolen.
Als bisher letzte Strecke wurde der 4,4 km lange Abschnitt Tvrdošín-Nižná (zweispurig, dazu 480 m Rampen und 697 m Zubringer bei Nižná) nach vierjähriger Bauzeit am 21. Juli 2025 dem Verkehr freigegeben, nachdem es Verzögerungen aufgrund schwieriger Bodenverhältnisse gegeben hatte.